# 雷 (喬治亞州)
雷是位於美國喬治亞州歐文縣的一個非建制地區。該地的面積和人口皆未知。

## 地理
雷的座標為31°37′21″N 83°03′18″W / 31.62250°N 83.05500°W，而該地的平均海拔高度為94米（即398英尺）。